# 惠普Pavilion dv1000
惠普Pavilion dv1000系列（相当于Compaq Presario ze2000\V2000系列以及HP Compaq nx4800系列），为惠普Pavilion旗下的子系列产品，是由广达制造并以惠普名义量产销售的“轻薄”型14.1英寸宽屏笔记本电脑系列产品，有几种不同的型号，于2004年发布。

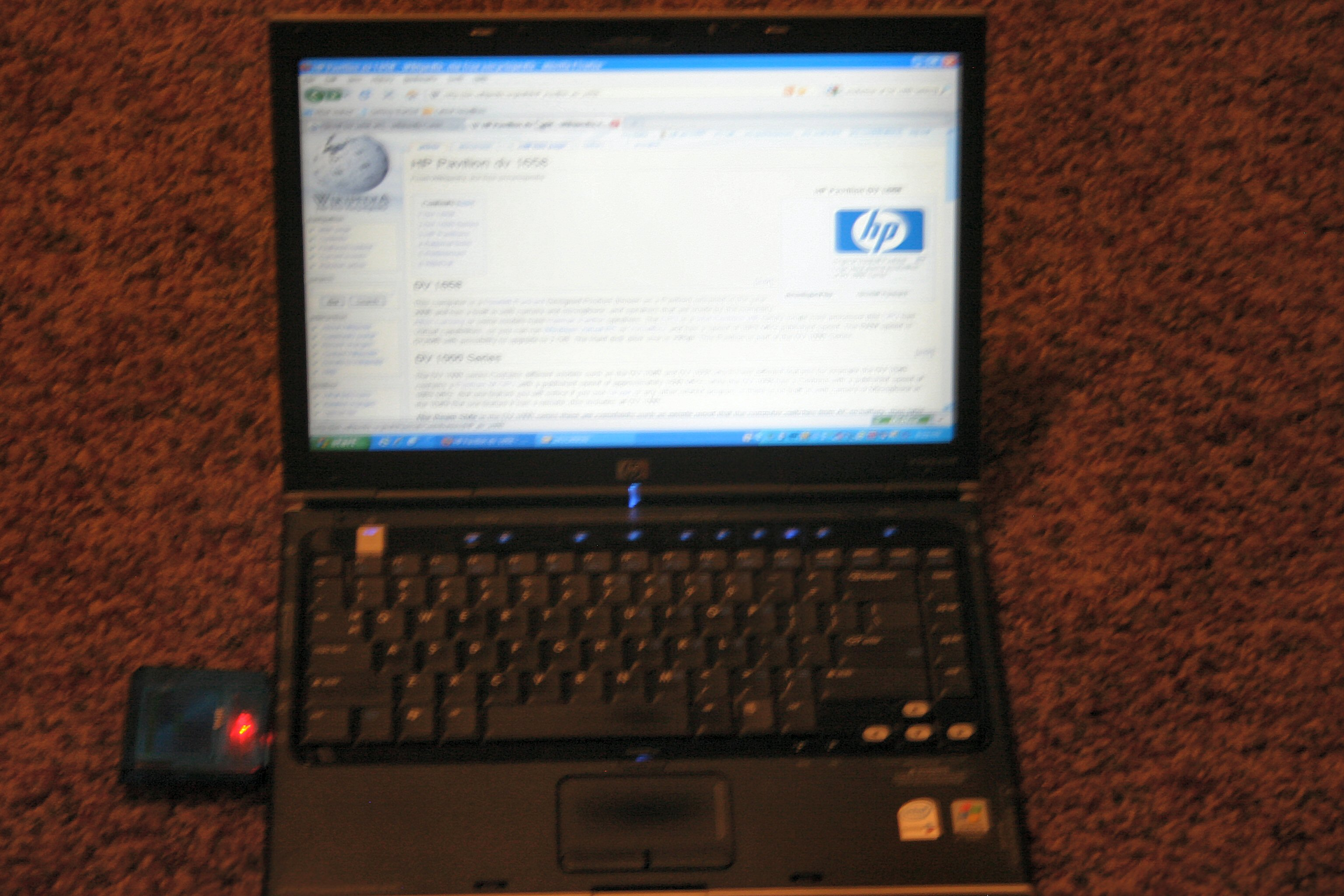
惠普 dv1658

惠普dv1000系列专门针对家庭和小型企业用户。其中一个值得注意的功能是“快速播放”，即启动到专用环境以供多媒体使用的功能。

## 引用
1. ↑  . www.manualslib.com.   [2022-05-18].
2. ↑  Jaffe, Justin. . CNET.   [2022-04-30]. （原始内容存档于2022-04-30） （英语）.
3. ↑  . web.archive.org. 2005-10-01  [2022-04-30]. 原始内容存档于2005-10-01.